# Антон (община)
Вижте пояснителната страница за други значения на Антон.
Община Антон се намира в Западна България и е една от съставните общини на Софийска област.

## География

### Географско положение, граници, големина
Общината се намира в най-източната част на Софийска област. С площта си от 76,098 km2 е 19-а по големина сред 22-те общини на областта, което съставлява 1,07% от територията на областта. Община Антон е 9-ата най-малка по площ община в България и една от 9-те български общини състоящи се само от едно населено място. Границите ѝ са следните:
- на юг – община Копривщица
- на югозапад и запад – община Пирдоп;
- на север – община Тетевен, област Ловеч;
- на изток – община Карлово, област Пловдив.

### Природни ресурси

#### Релеф
Релефът на общината е котловинен, средно и високо планински.
В северната половина на общината се простират южните стръмни и в по-голямата си част обезлесени склонове на Златишко-Тетевенска планина, част от Средна Стара планина. По билото ѝ преминава границата с община Тетевен и тук са разположени най-високите върхове на планината – Тетевенска (Антоновска Баба, 2070,3 m). На изток, по границата с община Карлово, от север на юг се простира най-високия планинска праг Козница, свързващ Средна Стара планина на север със Същинска Средна гора на юг. Неговата минимална височина е 1092 m, през която преминава участък от Републикански път I-6.
Южната половина на община Антон се заема от крайните източни, най-високи части на Златишко-Пирдопската котловина. В нея, южно от село Антон, на границата с община Пирдоп, в коритото на Манина река (десен приток на река Тополница) се намира най-ниската ѝ точка – 740 m н.в.

#### Води
В югоизточното част но общината на протежение около 4 km преминава малък участък от горното течение на река Тополница (ляв приток на Марица). В нея отдясно се вливат малки, къси и бурни реки и дерета, водещи началото си от Златишко-Тетевенската планина и планинския праг Козница. По-големи от тях са:Чумина река, Калнишко дере, Въртопска (Кознишка река), Гургура и Манина река.

## Население

### Етнически състав (2011)
Численост и дял на етническите групи според преброяването на населението през 2011 г.:
|                     | Численост | Дял (в %) |
| Общо                | 1599      | 100,00    |
| Българи             | 1407      | 88,00     |
| Турци               | 3         | 0,19      |
| Цигани              | 37        | 2,31      |
| Други               | 8         | 0,50      |
| Не се самоопределят | 96        | 6,00      |
| Неотговорили        | 48        | 3,00      |

### Движение на населението (1934 – 2021)
| Община Антон                                  | Община Антон | Община Антон | Община Антон | Община Антон | Община Антон | Община Антон | Община Антон | Община Антон | Община Антон | Община Антон | Община Антон |
| --------------------------------------------- | ------------ | ------------ | ------------ | ------------ | ------------ | ------------ | ------------ | ------------ | ------------ | ------------ | ------------ |
| Година                                        | 1934         | 1946         | 1956         | 1965         | 1975         | 1985         | 1992         | 2001         | 2011         | 2021         |              |
| Население                                     | 1648         | 2261         | 2087         | 2176         | 2176         | 2008         | 1873         | 1806         | 1599         | 1464         |              |
| Източници: Национален Статистически Институт, |              |              |              |              |              |              |              |              |              |              |              |

### Възрастов състав
| Население по възрастови групи към септември 2021 година | Население по възрастови групи към септември 2021 година | Население по възрастови групи към септември 2021 година | Население по възрастови групи към септември 2021 година | Население по възрастови групи към септември 2021 година | Население по възрастови групи към септември 2021 година | Население по възрастови групи към септември 2021 година | Население по възрастови групи към септември 2021 година | Население по възрастови групи към септември 2021 година | Население по възрастови групи към септември 2021 година | Население по възрастови групи към септември 2021 година | Население по възрастови групи към септември 2021 година | Население по възрастови групи към септември 2021 година | Население по възрастови групи към септември 2021 година | Население по възрастови групи към септември 2021 година | Население по възрастови групи към септември 2021 година | Население по възрастови групи към септември 2021 година | Население по възрастови групи към септември 2021 година | Население по възрастови групи към септември 2021 година |
| ------------------------------------------------------- | ------------------------------------------------------- | ------------------------------------------------------- | ------------------------------------------------------- | ------------------------------------------------------- | ------------------------------------------------------- | ------------------------------------------------------- | ------------------------------------------------------- | ------------------------------------------------------- | ------------------------------------------------------- | ------------------------------------------------------- | ------------------------------------------------------- | ------------------------------------------------------- | ------------------------------------------------------- | ------------------------------------------------------- | ------------------------------------------------------- | ------------------------------------------------------- | ------------------------------------------------------- | ------------------------------------------------------- |
| Общо                                                    | 0 – 4                                                   | 5 – 9                                                   | 10 – 14                                                 | 15 – 19                                                 | 20 – 24                                                 | 25 – 29                                                 | 30 – 34                                                 | 35 – 39                                                 | 40 – 44                                                 | 45 – 49                                                 | 50 – 54                                                 | 55 – 59                                                 | 60 – 64                                                 | 65 – 69                                                 | 70 – 74                                                 | 75 – 79                                                 | 80 – 84                                                 | 85+                                                     |
| 1464                                                    | 58                                                      | 51                                                      | 71                                                      | 78                                                      | 77                                                      | 78                                                      | 83                                                      | 65                                                      | 99                                                      | 104                                                     | 107                                                     | 105                                                     | 105                                                     | 106                                                     | 108                                                     | 90                                                      | 39                                                      | 40                                                      |

### Населени места
Единственото населено място на нейната територия е село Антон. Население на селото и общината – 1464 жители (7 септември 2021).
| Населено място    | Преброяване (от септември 2021) | По настоящ адрес (ГРАО от 15 септември 2022) | Площ (km²) | Гъстота (д/km²) |
| ----------------- | ------------------------------- | -------------------------------------------- | ---------- | --------------- |
| Антон             | 1464                            | 1479                                         | 76,098     | 19.44           |
| Общо за общината: | 1464                            | 1479                                         | 76,1       | 19.43           |

## Административно-териториални промени
- Указ № 567/обн. 31 октомври 1950 г. – преименува с. Лъжене на с. Антон;
- Указ 250/обн. 12 август 1991 г. – заличава община Средногорие и на нейната територия създава Община Антон, община Златица, община Мирково, община Пирдоп, община Чавдар и община Челопеч.

## Транспорт
През територията на общината, от запад на изток, на протежение от 13,7 km преминава участък от трасето на жп линията София – Карлово – Бургас.
През общината преминават частично 2 пътя от Републиканската пътна мрежа на България с обща дължина 18,2 km:
- участък от 14,6 km от Републикански път I-6 (от km 211,5 до km 226,1);
- началният участък от 3,6 km от Републикански път III-606 (от km 0 до km 3,6).

## Топографска карта
- Лист от карта K-35-37. Мащаб: 1 : 100 000.